# Тянассилма (река)
Тя́нассилма (Тянассильма; устар. Теннасильм; эст. Tänassilma jõgi) — река на севере центральной части материковой Эстонии, течёт по территории волости Вильянди и города Вильянди в уезде Вильяндимаа. Впадает в озеро Выртсъярв.
Длина реки составляет 33,5 км (по другим данным — 34 км). Площадь водосборного бассейна равняется 448,7 км² (по другим данным — 454 км²).
Начинается в болотистой местности у северо-восточной окраины города Вильянди на высоте 42,1 м над уровнем моря. Впадает в северо-западную часть озера Выртсъярв на высоте 33 м над уровнем моря между деревнями Валма и Ойу.